# Ligue des nations masculine de volley-ball 2024
Navigation
2023 2025
La Ligue des nations de volleyball masculin FIVB 2024 est la sixième édition de la Ligue des nations de volleyball masculin FIVB, un tournoi international annuel de volleyball masculin. La compétition se déroule du 21 mai au 30 juin 2024, le tour final ayant lieu à l'Atlas Arena, à Łódź, en Pologne.

## Qualification
Seize nations se sont qualifiés pour la compétition. Dix d’entre-elles en tant qu’équipe noyaux, qui ne peuvent être relégués, et six autres parmi les équipes Challenger, qui, elles, font face à la relégation. La Turquie a donc remplacé la Chine (équipe reléguée) après avoir remporté la Challenger Cup masculine de volley-ball 2023.
En raison d’un changement de format à l’édition suivante, aucune équipe ne sera reléguée, car la compétition accueillera 18 équipes à compter de 2025. Les deux places supplémentaires seront attribués à l’équipe championne de la Challenger Cup 2024 (en), ainsi qu’à la nation la mieux classée au classement FIVB ne participant pas déjà au tournoi.
| Pays       | Confédération | Catégorie         | Participations précédentes | Participations précédentes | Participations précédentes | Meilleur(s) résultat(s)       |
| Pays       | Confédération | Catégorie         | Total                      | Première                   | Dernière                   | Meilleur(s) résultat(s)       |
| ---------- | ------------- | ----------------- | -------------------------- | -------------------------- | -------------------------- | ----------------------------- |
| Allemagne  | CEV           | Équipe noyau      | 5                          | 2018                       | 2023                       | 09e place (2018)              |
| Argentine  | CSV           | Équipe noyau      | 5                          | 2018                       | 2023                       | 05e place (2023)              |
| Brésil     | CSV           | Équipe noyau      | 5                          | 2018                       | 2023                       | Vainqueurs (2021)             |
| Bulgarie   | CEV           | Équipe Challenger | 5                          | 2018                       | 2023                       | 11e place (2018)              |
| Canada     | NORCECA       | Équipe Challenger | 5                          | 2018                       | 2023                       | 07e place (2018)              |
| Cuba       | NORCECA       | Équipe Challenger | 1                          | 2023                       | 2023                       | 13e place (2023)              |
| États-Unis | NORCECA       | Équipe noyau      | 5                          | 2018                       | 2023                       | Finalistes (2019, 2022, 2023) |
| France     | CEV           | Équipe noyau      | 5                          | 2018                       | 2023                       | Vainqueurs (2022)             |
| Iran       | AVC           | Équipe noyau      | 5                          | 2018                       | 2023                       | 05e place (2019)              |
| Italie     | CEV           | Équipe noyau      | 5                          | 2018                       | 2023                       | 04e place (2022, 2023)        |
| Japon      | AVC           | Équipe noyau      | 5                          | 2018                       | 2023                       | 03e place (2023)              |
| Pays-Bas   | CEV           | Équipe Challenger | 3                          | 2021                       | 2023                       | 08e place (2022)              |
| Pologne    | CEV           | Équipe noyau      | 5                          | 2018                       | 2023                       | Vainqueurs (2023)             |
| Serbie     | CEV           | Équipe noyau      | 5                          | 2018                       | 2023                       | 05e place (2018)              |
| Slovénie   | CEV           | Équipe Challenger | 3                          | 2021                       | 2023                       | 04e place (2021)              |
| Turquie    | CEV           | Équipe Challenger | 0                          | 2024                       | 2024                       | –                             |

## Format de la compétition

### Tour préliminaire
Le format reste le même que celui des deux dernières éditions. Les 16 équipes s’affronteront dans des groupes de 8, changeant durant la compétition. Chaque nation jouera un total de 12 matchs durant la phase préliminaire, tous contre des adversaires différents. Par la suite, la nation hôtesse (dans ce cas-ci, la Pologne) ainsi que les sept autres équipes les mieux classés se qualifient pour la phase finale.

### Phase finale
Les huit équipes qualifiés joueront un total de huit matchs, soit quatre quarts de finale, deux demis finale, un match pour la 3e position et une grande finale.
Voici la formule quant à la formation du tableau final :
- L’équipe la mieux classée affrontera la huitième équipe, la deuxième affrontera la septième, la troisième croisera le fer avec la sixième et finalement la quatrième sera contre la cinquième.
- Si la nation hôte n’est pas présente parmi les huit mieux classées, elle prend la place de la huitième équipe et intègre la phase finale en tant que huitième équipe.

## Composition des poules
Les groupes ont été dévoilés le 8 décembre 2023.
| Semaine 1                                                           | Semaine 1                                                | Semaine 2                                                     | Semaine 2                                                      | Semaine 3                                                      | Semaine 3                                                     |
| Poule 1 Turquie                                                     | Poule 2 Brésil                                           | Poule 3 Japon                                                 | Poule 4 Canada                                                 | Poule 5 Slovénie                                               | Poule 6 Philippines                                           |
| ------------------------------------------------------------------- | -------------------------------------------------------- | ------------------------------------------------------------- | -------------------------------------------------------------- | -------------------------------------------------------------- | ------------------------------------------------------------- |
| Turquie Pologne États-Unis Slovénie France Pays-Bas Canada Bulgarie | Brésil Italie Argentine Japon Serbie Iran Cuba Allemagne | Japon Brésil Pologne Slovénie Iran Turquie Bulgarie Allemagne | Canada Italie États-Unis France Argentine Serbie Pays-Bas Cuba | Slovénie Pologne Italie Argentine Serbie Turquie Cuba Bulgarie | Japon États-Unis Brésil France Iran Pays-Bas Canada Allemagne |

## Lieux de compétition

### Phase préliminaire
| Semaine 1                            | Semaine 1                |
| Poule 1                              | Poule 2                  |
| ------------------------------------ | ------------------------ |
| Antalya, Turquie                     | Rio de Janeiro, Brésil   |
| Antalya Sports Hall (en)             | Ginásio do Maracanãzinho |
| Capacité: 10,000                     | Capacité: 11,800         |
| Antalya spor arena                   |                          |
| Semaine 2                            |                          |
| Poule 3                              | Poule 4                  |
| Fukuoka, Japon                       | Ottawa, Canada           |
| West Japan General Exhibition Center | TD Place Arena           |
| Capacité: 7,900                      | Capacité: 5,500          |
|                                      |                          |
| Semaine 3                            |                          |
| Poule 5                              | Poule 6                  |
| Ljubljana, Slovénie                  | Manille, Philippines     |
| Arena Stožice                        | SM Mall of Asia Arena    |
| Capacité: 12,480                     | Capacité: 15,000         |
|                                      |                          |

### Phase finale
| Łódź, Pologne    |
| Atlas Arena      |
| Capacité: 13 805 |
|                  |

## Classement

### Critères de départage
Le classement général se fait de la façon suivante :
1. plus grand nombre de victoires ;
2. plus grand nombre de points ;
  - 3 points pour les victoires 3-0 et 3-1
  - 2 points pour une victoire 3-2
  - 1 point pour une défaite 2-3
  - 0 point pour les défaites 1-3 et 0-3
  - Une équipe déclarant forfait se verra créditer un résultat de 0-25 0-25 0-25
3. plus grand ratio de sets pour/contre ;
4. plus grand ratio de points pour/contre ;
5. Résultat de la confrontation directe ;
6. si, après l’application des critères 1 à 5, plusieurs équipes sont toujours à égalité, les critères 1 à 5 sont à nouveau appliqués exclusivement aux matchs entre les équipes concernées afin de déterminer leur classement final.

### Tour préliminaire
| #  | Équipe     | Pts | J  | G  | P  | Sp | Sc | Ratio | Pp   | Pc   | Ratio |
| -- | ---------- | --- | -- | -- | -- | -- | -- | ----- | ---- | ---- | ----- |
| 1  | Slovénie   | 28  | 12 | 11 | 1  | 34 | 14 | 2.429 | 1145 | 1026 | 1.116 |
| 2  | Pologne    | 28  | 12 | 10 | 2  | 31 | 10 | 3.1   | 973  | 856  | 1.137 |
| 3  | Italie     | 27  | 12 | 9  | 3  | 29 | 14 | 2.071 | 1006 | 884  | 1.138 |
| 4  | Japon      | 25  | 12 | 9  | 3  | 30 | 17 | 1.765 | 1039 | 1019 | 1.02  |
| 5  | Canada     | 23  | 12 | 8  | 4  | 29 | 19 | 1.526 | 1089 | 1071 | 1.017 |
| 6  | France     | 23  | 12 | 8  | 4  | 30 | 20 | 1.5   | 1112 | 1070 | 1.039 |
| 7  | Brésil     | 21  | 12 | 6  | 6  | 27 | 24 | 1.125 | 1154 | 1106 | 1.043 |
| 8  | Argentine  | 18  | 12 | 6  | 6  | 23 | 24 | 0.958 | 1049 | 1049 | 1     |
| 9  | Cuba       | 17  | 12 | 5  | 7  | 24 | 26 | 0.923 | 1109 | 1132 | 0.98  |
| 10 | Serbie     | 17  | 12 | 5  | 7  | 23 | 26 | 0.885 | 1051 | 1094 | 0.961 |
| 11 | Allemagne  | 15  | 12 | 5  | 7  | 20 | 25 | 0.8   | 1018 | 1048 | 0.971 |
| 12 | États-Unis | 15  | 12 | 5  | 7  | 19 | 26 | 0.731 | 1015 | 1047 | 0.969 |
| 13 | Pays-Bas   | 11  | 12 | 3  | 9  | 12 | 31 | 0.387 | 1057 | 1107 | 0.955 |
| 14 | Bulgarie   | 8   | 12 | 3  | 9  | 16 | 31 | 0.516 | 900  | 1033 | 0.871 |
| 15 | Iran       | 6   | 12 | 2  | 10 | 14 | 34 | 0.412 | 1026 | 1111 | 0.923 |
| 16 | Turquie    | 5   | 12 | 1  | 11 | 13 | 34 | 0.382 | 1024 | 1124 | 0.911 |

## Tour préliminaire

### Semaine 1

#### Poule 1 (Antalya)
- Les heures indiquées sont au fuseau horaire de l’Afrique de l’Est (UTC+03:00).

| Date   | Heure |            | Résultat |          | Set 1 | Set 2 | Set 3 | Set 4 | Set 5 | Total   | Rapport    |
| ------ | ----- | ---------- | -------- | -------- | ----- | ----- | ----- | ----- | ----- | ------- | ---------- |
| 21 mai | 17h00 | Bulgarie   | 0-3      | France   | 21-25 | 24-26 | 14-25 |       |       | 59-76   | P2 Rapport |
| 21 mai | 20h00 | Turquie    | 1-3      | Canada   | 25-17 | 23-25 | 21-25 | 21-25 |       | 90-92   | P2 Rapport |
| 22 mai | 17h00 | Pays-Bas   | 2-3      | Slovénie | 33-31 | 22-25 | 25-20 | 21-25 | 25-27 | 126-128 | P2 Rapport |
| 22 mai | 20h00 | États-Unis | 0-3      | Pologne  | 22-25 | 15-25 | 24-26 |       |       | 61-76   | P2 Rapport |
| 23 mai | 14h00 | Slovénie   | 3-1      | France   | 25-15 | 25-22 | 23-25 | 25-21 |       | 98-83   | P2 Rapport |
| 23 mai | 17h00 | Canada     | 1-3      | Pologne  | 25-18 | 20-25 | 23-25 | 21-25 |       | 89-93   | P2 Rapport |
| 23 mai | 20h00 | Turquie    | 2-3      | Pays-Bas | 25-19 | 25-20 | 18-25 | 21-25 | 9-15  | 98-104  | P2 Rapport |

## Phase finale
- Lieu:  Atlas Arena, Łódź, Pologne
- Fuseau horaire: UTC+02:00

### Finale
|  | Quarts de finale   | Quarts de finale   |                    |                    | Demi-finales           | Demi-finales           |   |  | Finale             | Finale             |
|  | Quarts de finale   | Quarts de finale   |                    |                    | Demi-finales           | Demi-finales           |   |  | Finale             | Finale             |
|  |                    |                    |                    |                    |                        |                        |   |  |                    |                    |
|  | 28/06/2024 à 17:00 | 28/06/2024 à 17:00 |                    |                    | 29/06/2024 à 20:00     | 29/06/2024 à 20:00     |   |  | 30/06/2024 à 20:00 | 30/06/2024 à 20:00 |
|  | 28/06/2024 à 17:00 | 28/06/2024 à 17:00 |                    |                    | 29/06/2024 à 20:00     | 29/06/2024 à 20:00     |   |  | 30/06/2024 à 20:00 | 30/06/2024 à 20:00 |
|  | Slovénie           | 3                  |                    |                    | 29/06/2024 à 20:00     | 29/06/2024 à 20:00     |   |  | 30/06/2024 à 20:00 | 30/06/2024 à 20:00 |
|  | Slovénie           | 3                  |                    |                    | 29/06/2024 à 20:00     | 29/06/2024 à 20:00     |   |  | 30/06/2024 à 20:00 | 30/06/2024 à 20:00 |
|  | Argentine          | 2                  |                    |                    | 29/06/2024 à 20:00     | 29/06/2024 à 20:00     |   |  | 30/06/2024 à 20:00 | 30/06/2024 à 20:00 |
|  | Argentine          | 2                  | Slovénie           | 0                  |                        |                        |   |  | 30/06/2024 à 20:00 | 30/06/2024 à 20:00 |
|  | 27/06/2024 à 20:00 |                    | Slovénie           | 0                  |                        |                        |   |  | 30/06/2024 à 20:00 | 30/06/2024 à 20:00 |
|  |                    | Japon              | 3                  |                    |                        |                        |   |  | 30/06/2024 à 20:00 | 30/06/2024 à 20:00 |
|  | Japon              | Japon              | 3                  | 3                  |                        |                        |   |  | 30/06/2024 à 20:00 | 30/06/2024 à 20:00 |
|  | Japon              |                    |                    | 3                  |                        |                        |   |  | 30/06/2024 à 20:00 | 30/06/2024 à 20:00 |
|  | Canada             | 0                  |                    |                    |                        |                        |   |  | 30/06/2024 à 20:00 | 30/06/2024 à 20:00 |
|  | Canada             | 0                  | Japon              | 1                  |                        |                        |   |  |                    |                    |
|  | 27/06/2024 à 17:00 |                    | Japon              | 1                  |                        |                        |   |  |                    |                    |
|  |                    | France             | 3                  |                    |                        |                        |   |  |                    |                    |
|  | Pologne            | France             | 3                  | 3                  |                        |                        |   |  |                    |                    |
|  | Pologne            | 29/06/2024 à 17:00 |                    | 3                  |                        |                        |   |  |                    |                    |
|  | Brésil             | 1                  |                    |                    |                        |                        |   |  |                    |                    |
|  | Brésil             | 1                  | Pologne            | 2                  |                        |                        |   |  |                    |                    |
|  | 28/06/2024 à 20:00 | 28/06/2024 à 20:00 | Pologne            | 2                  | Match pour la 3e place | Match pour la 3e place |   |  |                    |                    |
|  | 28/06/2024 à 20:00 | 28/06/2024 à 20:00 |                    | France             | Match pour la 3e place | Match pour la 3e place | 3 |  |                    |                    |
|  | Italie             | 2                  | 30/06/2024 à 17:00 | 30/06/2024 à 17:00 |                        |                        | 3 |  |                    |                    |
|  | Italie             | 2                  | 30/06/2024 à 17:00 | 30/06/2024 à 17:00 |                        |                        |   |  |                    |                    |
|  | France             | 3                  |                    | Slovénie           | 0                      |                        |   |  |                    |                    |
|  | France             | 3                  |                    | Slovénie           | 0                      |                        |   |  |                    |                    |
|  |                    |                    |                    |                    |                        |                        |   |  | Pologne            | 3                  |
|  |                    |                    |                    |                    |                        |                        |   |  | Pologne            | 3                  |

## Classement final
Les équipes éliminées en quart de finale sont classées dans l'ordre où elles étaient classées lors de la phase préliminaire.
| Place              | Équipe     |
| ------------------ | ---------- |
| Médaille d'or      | France     |
| Médaille d'argent  | Japon      |
| Médaille de bronze | Pologne    |
| 4                  | Slovénie   |
| 5                  | Italie     |
| 6                  | Canada     |
| 7                  | Brésil     |
| 8                  | Argentine  |
| 9                  | Cuba       |
| 10                 | Serbie     |
| 11                 | Allemagne  |
| 12                 | États-Unis |
| 13                 | Pays-Bas   |
| 14                 | Bulgarie   |
| 15                 | Iran       |
| 16                 | Turquie    |

Source : Classement final LNV masculine 2024

## Récompenses
- MVP : Antoine Brizard
- Meilleurs réceptionneurs-attaquants : Yūki Ishikawa (en) et Jakub Kochanowski
- Meilleurs centraux : Nicolas Legoff
- Meilleur libero : Tomohiro Yamamoto (en)
- Meilleur passeur : Antoine Brizard
- Meilleur pointu : Jean Patry